# Meta-Tetramethylxylylendiisocyanat
Bei meta-Tetramethylxylylendiisocyanat (m-TMXDI) handelt es sich um eine chemischen Verbindungen aus der Gruppe der aliphatischen bzw. teilweise aromatischen Isocyanate bzw. Polyisocyanat. TMXDI enthält zwei Isocyanatgruppen welche sich an aliphatischen Resten, in meta-Position, befinden. Der Namen aller TMXDI-Typen basiert auf Xylol.

## Gewinnung und Darstellung
Da der Name des TMXDI, wie bereits erwähnt, auf den Xylolen (einem Gemisch von drei Strukturisomeren) basiert, es jedoch nicht aus diesem synthetisiert wird, ist es möglich, z. B. gezielt die meta-Form zu erhalten. Ein Beispiel für die Herstellung ist die Anlagerung von Isocyansäure an m-Dimethyldivinylstyrol.

## Eigenschaften
Die Grundstruktur des m-TMXDI basiert auf der Struktur des m-Xylols. An den Seitenketten aus Methylgruppen des m-Xylols befinden sich jeweils 2 weitere Methylgruppen sowie eine Isocyanatgruppe. Durch die aliphatische Anbindung der Isocyanatgruppe besitzt das TMXDI Eigenschaften, welche denen der aliphatischen Isocyanate wie etwa HDI und IPDI ähneln. Beide Isocyanatgruppen haben im Unterschied zu IPDI dieselbe Reaktivität.

## Verwendung
Neben meta-TMXDI gibt es noch andere Isomere auf Basis des Namens Tetramethylxylylendiisocyanat. Technische Verwendung findet vor allem die meta-Form des TMXDI, dessen Name auf m-Xylol basiert.
m-TMXDI wird beispielsweise in wässrigen Polyurethandispersionen für Anstrichstoffe genutzt. Hierbei kann m-TMXDI an Dimethylolpropionsäure addiert werden, und über einen Überschuss an Isocyanatgruppen in ein Lackharz eingebaut werden, worüber letztendlich die Wasserverträglichkeit realisiert wird.